# 梅克伦堡-施特雷利茨大公国
梅克伦堡-施特雷利茨大公国，从1815年至1918年是德国梅克伦堡境内的一个大公国（但没有立法权），从1871年开始它是德意志帝国的联邦国之一。从1919年至1933年，成为德国的一个自由邦（Freistaat），即梅克倫堡-施特雷利茨自由邦。

## 公国

梅克伦堡-施特雷利茨公國在德意志邦聯的位置

梅克伦堡-施特雷利茨是1701年经过五年的梅克伦堡家族继承人之争设立的。通过1701年的汉堡条约，梅克伦堡第三次因为遗产继承问题被分裂。根据该条约的第二条梅克伦堡-施特雷利茨由以下部分组成：吕贝克以南、梅克伦堡西部的拉策堡领地和梅克伦堡东南的斯塔加德领地，后者包括新勃兰登堡等城市。
除一些小修改外到王朝在德国结束为止梅克伦堡-施特雷利茨的领域基本上没有改变。1848年至1850年梅克伦堡-什未林进行君主立宪（后来失败）的试验梅克伦堡-施特雷利茨没有采纳。
统治梅克伦堡-施特雷利茨的是梅克伦堡公爵家族中年轻的那一支，一开始他们的称呼是梅克伦堡公爵，其爵位继承人被称为太子。在维也纳会议上梅克伦堡的两支公爵均获得了梅克伦堡大公的称号。为了区分这两位大公以及他们的家人一般把他们的首府驻地加在他们的爵位后，即梅克伦堡-施特雷利茨大公或者梅克伦堡-什未林大公，但是这个用法只是非正式的。
一开始梅克伦堡-施特雷利茨选择了新勃兰登堡为首府，但是由于当地的市民反对而没有实现，因此施特雷利茨被选为首府。从1730年代开始新施特雷利茨逐渐成为该王朝的主要驻地。从1750年代开始新勃兰登堡还是逐渐演化为重要的附属首府，每年夏季王朝家庭在那里过，在市场广场建造了一座王宫。1794年阿道夫·弗里德里希四世死后王朝没有再在新勃兰登堡住，但是新勃兰登堡始终是公国内最重要的城市。尤其是骑士和贵族的聚会一直在这里进行，公爵的加冕也一直在新勃兰登堡王宫里进行。
从梅克伦堡的内政来看根据1701年的条约梅克伦堡-施特雷利茨的地位比梅克伦堡-什未林低，1748年两位公爵决定解散梅克伦堡，每个领地独立，但是遭到骑士阶层的强烈反对而没有实现。梅克伦堡公爵们因此也从未获得绝对权力。1752年因为对梅克伦堡-施特雷利茨的继承人问题发生异议什未林公爵的军队入驻施特雷利茨的地域，但是他们未能以此获得统一梅克伦堡，最后的解决方案更加削弱了公爵的势力，加强了地方规则的势力。
1755年阿道夫·弗里德里希四世和他的母亲一起签署了梅克伦堡基本法，这部基本法巩固了骑士的势力，直到1918年王朝被推翻为止它加强了梅克伦堡的保守势力。
从1701年开始两个梅克伦堡公国经常合作。对外和在战争中它们往往自己有自己的目标。梅克伦堡-施特雷利茨趋于中立，它没有参加七年战争，在1806年战争中表示中立，1866年在普鲁士吞并汉诺威后表示抗议。1870年其军队的动员拖延了才开始，1871年1月18日普鲁士国王威廉一世在凡尔赛加冕为德国皇帝时其表兄梅克伦堡-施特雷利茨大公没有参加仪式。
1867年两个梅克伦堡公国一起加入北德意志邦聯，1871年称为德意志帝国的联邦国，梅克伦堡-施特雷利茨在联邦议会中有一票权利。两个公国驻联邦议会的代表合并在一起。一些更小的联邦国还委托它们代表自己。

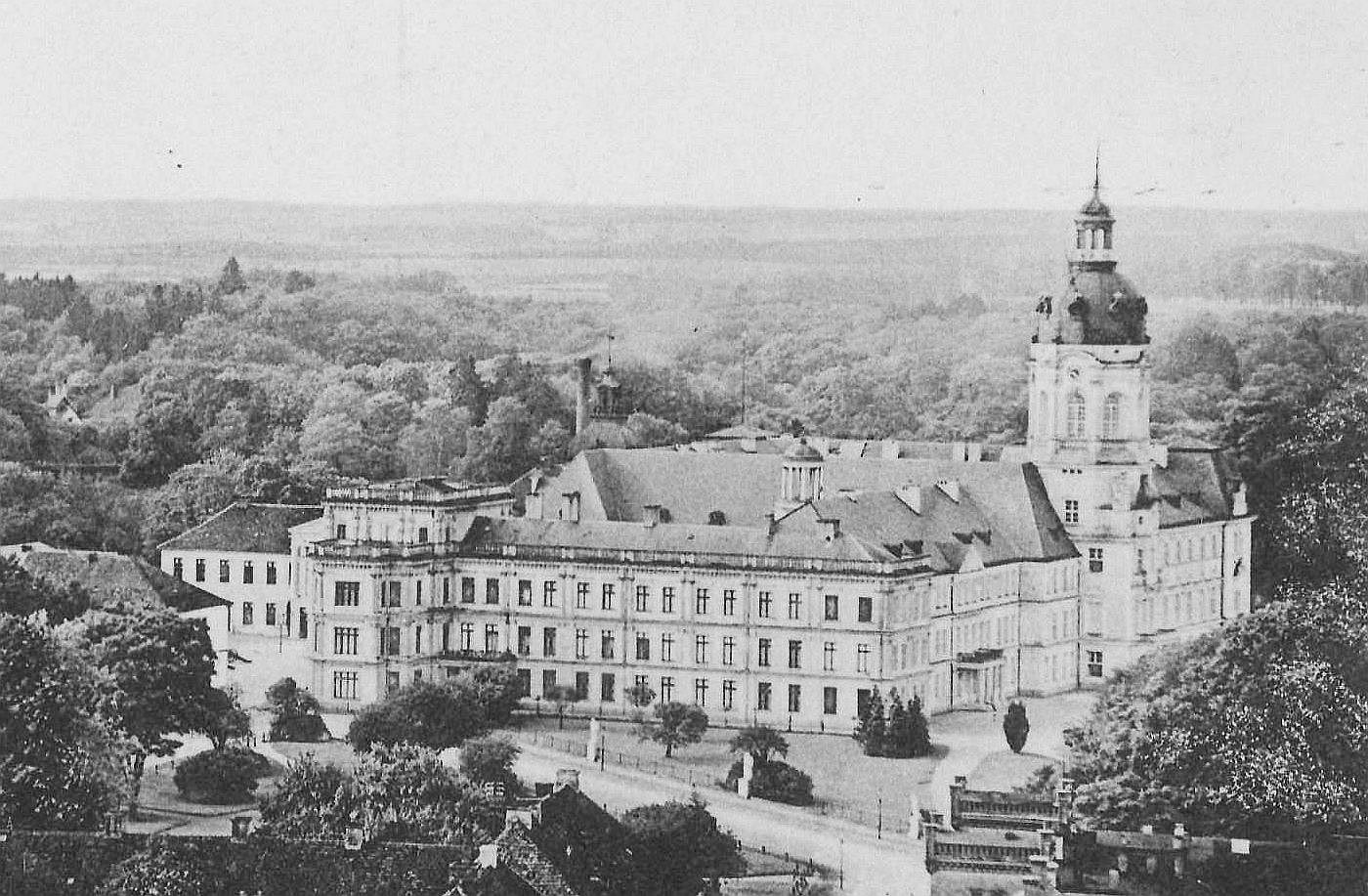
1900年的新施特雷利茨城堡

王朝时代结束前不久最后一名梅克伦堡-施特雷利茨大公阿道夫·弗里德里希六世自杀，梅克伦堡-什未林大公弗里德里希·弗朗茨四世短期做施特雷利茨大公国的执政。到弗里德里希·弗朗茨四世退位为止梅克伦堡-施特雷利茨的继承人问题没有被解决。

## 自由州

梅克伦堡-施特雷利茨自由州在威瑪共和国的位置

1918年王朝被推翻后梅克伦堡-施特雷利茨成为一个自由州，这是它首次真正获得政治自主权。梅克伦堡-施特雷利茨州作为德意志帝国内的一个“独立自由的州”（1923年5月23日州宪法第一条）。但是作为德国最小的州之一它无法在财政上独立。1926年国库就空虚了。一开始州政府试图在莱比锡的帝国法庭上取得与梅克伦堡-什未林统一，但是没有成功。1932年加入普鲁士的打算也因为政治上的反对而破产。1934年1月1日在纳粹党的压力下两个梅克伦堡合并。此后不久州就被取消，
梅克伦堡-施特雷利茨的中心部分斯塔加德领地于1934年被改为斯塔加德县，它一直保存到1952年东德行政区划改革。原来西北部的地域也被设立为县。
1994年新成立的梅克伦堡-施特雷利茨县虽然沿用此一名號，有一段时间甚至使用了过去自由州的符号和徽章，但是它只包括原来自由州中心地区约71%的面积，也不是原来自由州的法律继承人。